# Dirphys aphania
Dirphys aphania är en stekelart som beskrevs av Andrew Polaszek 1999. Dirphys aphania ingår i släktet Dirphys och familjen växtlussteklar.
Artens utbredningsområde är Belize. Inga underarter finns listade i Catalogue of Life.